# Konstvägen

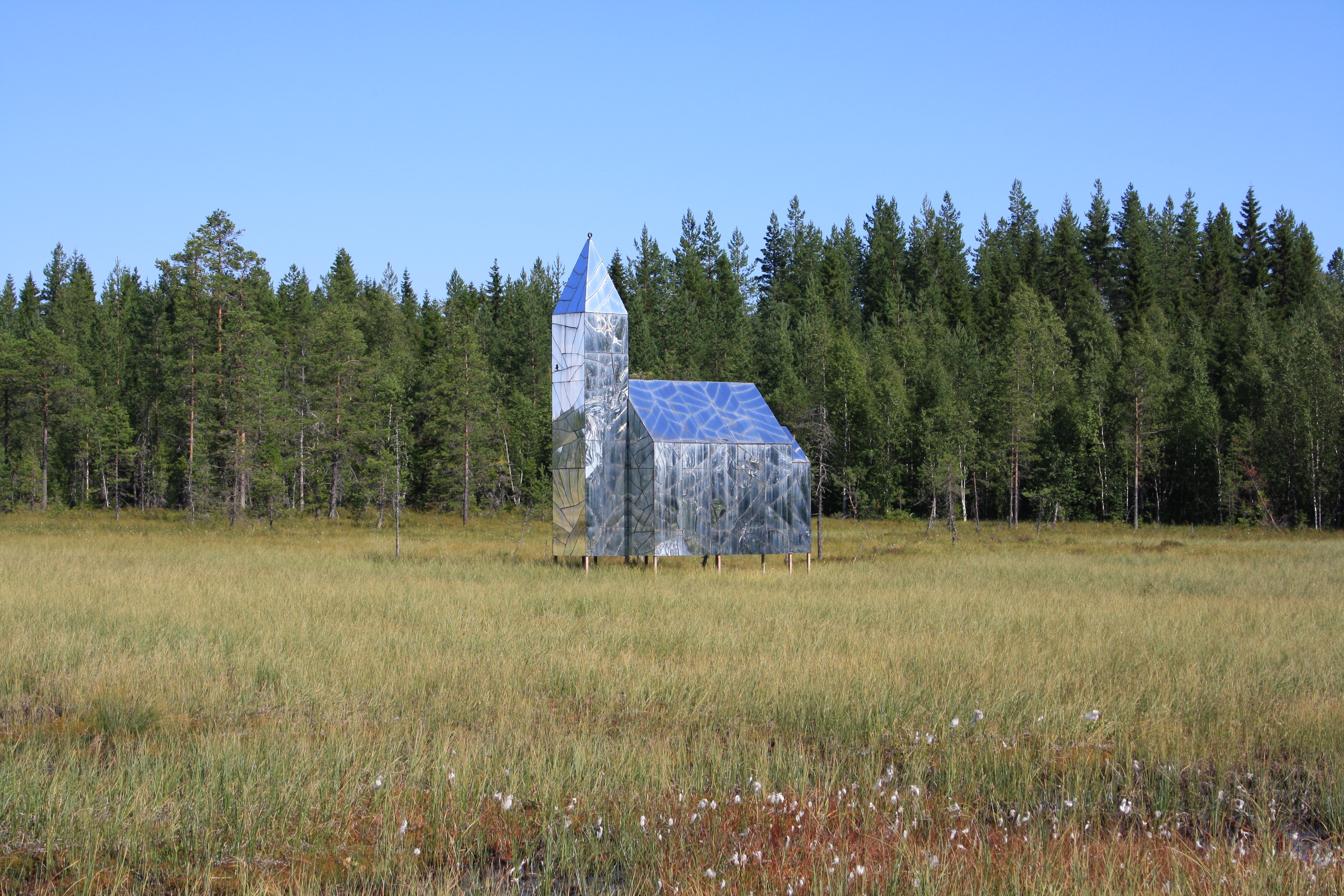
Die Installation "Hägring"

Konstvägen sju älvar (schwed. ‚Der Kunstweg (der) sieben Flüsse‘) ist eine Touristenroute in Nordschweden, die von der Bottenwiek in die südliche Bergwelt von Lappland führt.
Der Weg verläuft zwischen Holmsund und Vännäs entlang der Europastraße 12. Von da an folgt er auf dem größten Teil seiner Länge der Reichsstraße 92 nach Dorotea und weiter der sekundären Provinzstraße AC 1052 nach Borgafjäll.

## Geschichte
Die Route hieß zunächst nur Weg der sieben Flüsse nach den sieben Flüssen, die sie auf ihrem Weg kreuzt: Vindelälven, Ume älv, Öreälven, Lögdeälven, Gideälven, Ångermanälven und Saxälven. Nach einer Zusammenarbeit mit verschiedenen Künstlern und der Errichtung ihrer Installationen entlang der Strecke wurde der Name 1997 in den heutigen verändert. Gegenwärtig gibt es zwölf Kunstwerke in unterschiedlichem Zustand entlang der 350 km langen Straße. Das letzte Kunstwerk stammt aus dem Jahr 2005 und besteht aus einem zehn Meter langen Bootshaken, der von Schülern angefertigt und in Bjurholm neben einer Brücke über den Öreälv errichtet wurde.